# 普雷沃斯特反应
Prévost反应（Prévost reaction），由法国化学家 Charles Prévost (1899－1983) 发现并首先报道。
烯烃与碘和苯甲酸银盐反应，先得邻二醇二酯，再经水解，得反式邻二醇。

## 反应机理
苯甲酸银与碘很快发生作用，产生不溶性的碘化银以及非常活泼的亲电性含碘中间体，后者与烯烃发生亲电加成为碘鎓丙环，它在苯甲酸根亲核进攻下开环，得2-碘代醇苯甲酸酯。另一个银离子作用之下，此中间体中的碘再被拉成碘化银沉淀，同时，苯甲酰基利用邻基参与作用成五元环以稳定此碳正离子，得5。最后，5在苯甲酸根离子亲核进攻下开环，得反式邻二醇二苯甲酸酯。此二酯经水解即得反式邻二醇。